# Margareta Karthäuserin
Margareta Karthäuserin est une scribe et une religieuse du XVe siècle au couvent dominicain Sainte-Catherine à Nuremberg, en Allemagne.

## Biographie
Margareta Karthäuserin est l'une des dix sœurs du monastère de Schönensteinbach, en Alsace. Elle est envoyée au couvent Sainte-Catherine à Nuremberg pour y faire appliquer la règle dominicaine.
Elle se spécialise dans la copie de livres pour la liturgie. Les œuvres sont illustrées par Barbara Gewichtmacherin.
Elle copie huit livres de chorale entre 1458 et 1470. Ils sont conservés à la bibliothèque municipale de Nuremberg.
Tout au long du XVe siècle, les religieuses de Sainte-Catherine établissent une vaste bibliothèque, copiant elles-mêmes de nombreux volumes. On recense trente-deux copistes, Margareta Karthäuserin est la plus habile.

## Postérité
Judy Chicago lui consacre une inscription sur les carreaux triangulaires du sol dans l’œuvre The Dinner Party. Le carreau de porcelaine dédié à Margareta Karthauserin est placée sous le regard de Christine de Pizan.